# Hoplandrothrips quercuspumilae
Hoplandrothrips quercuspumilae är en insektsart som beskrevs av Watson 1920. Hoplandrothrips quercuspumilae ingår i släktet Hoplandrothrips och familjen rörtripsar. Inga underarter finns listade i Catalogue of Life.